# سجائر ريتشموند
ريتشموند هي علامة تجارية بريطانية للسجائر، تمتلك وتُصنع حاليًا من قبل امبيريال توباكو.

## تاريخ الشركة
أُنتِجت سجائر ريتشموند لفترة قصيرة في كندا من قبل امبيريال توباكو، حيث تم إطلاق العلامة التجارية في عام 1968 كسجائر كينج سايز المفلترة. وكانت هذه هي المرة الأولى التي استخدمت فيها امبيريال توباكو التصفية بواسطة فلتر ستريكمان ، وهو طرف عالي الترشيح كان يعتقد أنه يقلل من الجسيمات. ,ثم تم نفي هذه الادعاءات في وقت لاحق، وتم سحب العلامة التجارية بحلول أوائل السبعينيات.
أعيد طرح ريتشموند في أسواق المملكة المتحدة في عام 1999 كعلامة تجارية قيمة. مقابل العلامات التجارية للسجائر البريطانية ذات الأسعارالمنخفضة مثل مايفير، سوفرين، وبارك رود.

## الأسواق
تُباع سجائر ريتشموند بشكل رئيسي في المملكة المتحدة، وكانت أو ما زالت تُباع أيضًا في لوكسمبورج، بلجيكا، فنلندا، بيلاروس، روسيا، كازاخستان، كندا، أروبا، كوراساو، بوليفيا، باراغواي، أوروغواي، والأرجنتين.

## المنتجات

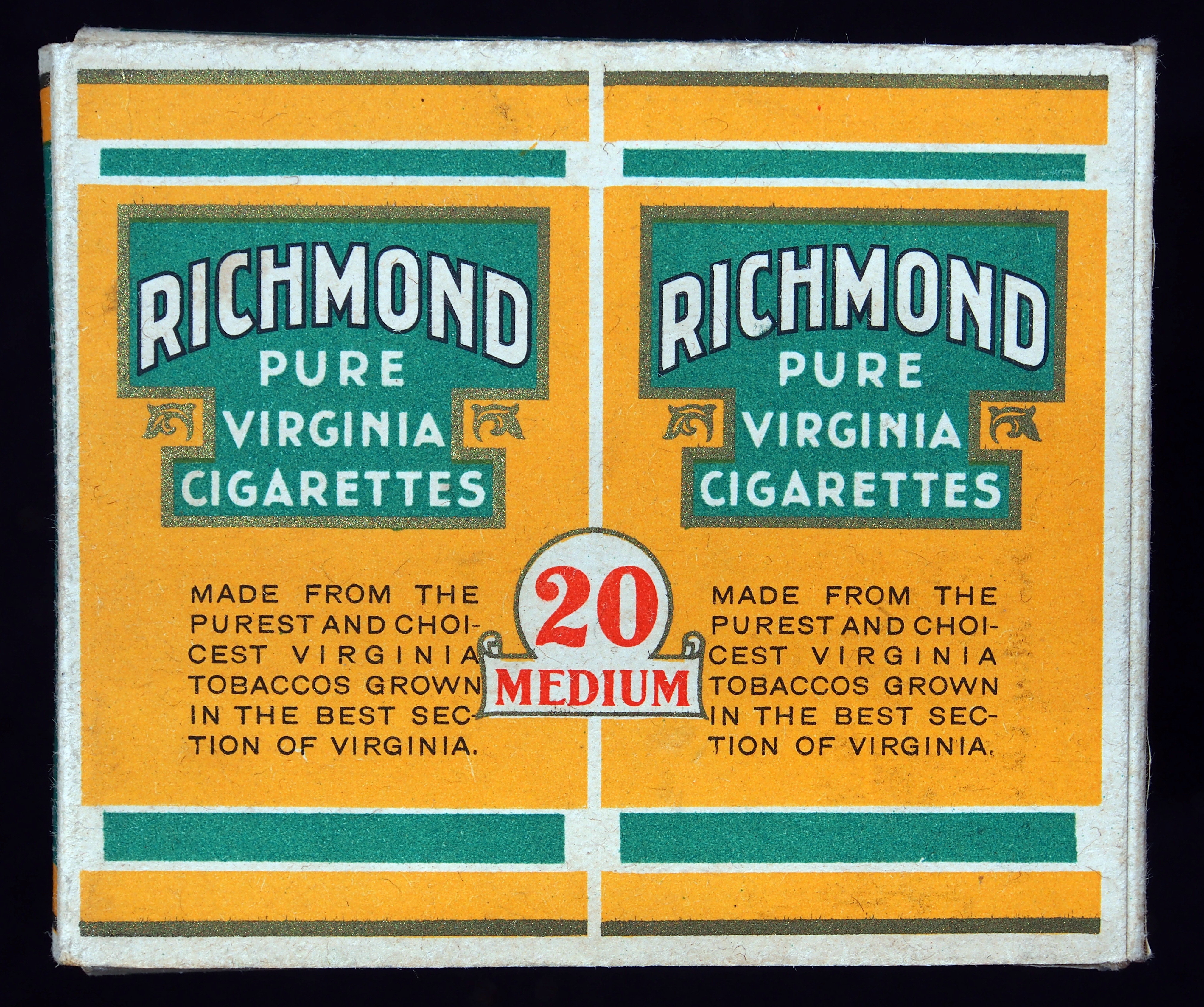
عبوة سجائر ريتشموند

تُعد سجائر ريتشموند من فئة سوبر كينغز وكينغ سايز هي العلامة التجارية الرابعة والخامسة الأكثر مبيعًا للسجائر في المملكة المتحدة على التوالي. وتميزت بالعبوة ذات اللون الأزرق الزاهي، والتي خضعت في بداية عام 2006 لإعادة تصميم حيث تم استبدال خط serif لخط sans-serif أكثر حداثة، وأصبح المظهر العام أكثر بساطة. ومع ذلك، منذ 20 مايو 2016، لم يتم تصنيع أي من هذه الألوان على العبوات بسبب قوانين تعبئة التبغ البسيطة التي دخلت حيز التنفيذ، باستثناء جزر القناة، اعتبارًا من 31 يوليو 2022، جنبًا إلى جنب مع حظر محلي على سجائر المنثول.
في عام 2008، تم إصدار عبوات محدودة الإصدار من سجائر ريتشموند تحت اسم "Chill Edition". في عام 2011.
في أغسطس 2011، قدمت علامة ريتشموند نسخة جديدة حيث ان "ريتشموند سوبر سليمز" تأتي تلبيةً للاستخدام المتزايد لسجائر "سوبر سليم"، مثل علامة بريتيش أمريكان توباكو "فوغ بيرل".
تأتي بالأصناف التالية: 1. ريتشموند الأصلية بحجم كينغ و سوبر كينغز. ريتشموند برايت (ناعمة) بحجم كينغ و سوبر كينغز. ريتشموند ذات الفلتر الأخضر بحجم كينغ وسوبر كينغز (سابقًا ريتشموند جرين فوشن).